# La Belle de San Francisco
Pour plus de détails, voir Fiche technique et Distribution.
La Belle de San Francisco (Flame of Barbary Coast) est un western américain réalisé par Joseph Kane, sorti en 1945.

## Synopsis
Duke Fergus, arrive sur la côte californienne où il se découvre une passion pour le jeu. Dans le même temps, il tombe amoureux de la chanteuse Flaxen Terry, la petite amie de  Tito Morell, patron de saloon qui vient de le plumer aux cartes. Pour séduire cette femme, il décide d'ouvrir lui-même son propre établissement dans lequel il espère bien attirer la belle.

## Fiche technique
- Titre : La Belle de San Francisco
- Titre original : Flame of Barbary Coast
- Réalisation : Joseph Kane
- Scénario : Borden Chase, Prescott Chaplin
- Photographie : Robert De Grasse
- Montage : Richard L. Van Enger
- Musique : R. Dale Butts, Mort Glickman
- Décors : Otto Siegel
- Costumes : Adele Palmer et Robert Ramsey (non crédité)
- Société de production : Republic Pictures
- Durée : 91 min
- Pays de production :  États-Unis
- Date de sortie :
  - États-Unis : 28 mai 1945

## Distribution
- John Wayne (VF : Marc Valbel) : Duke Fergus
- Ann Dvorak (VF : Paula Dehelly) : Ann 'Flaxen' Tarry
- Joseph Schildkraut : Boss Tito Morell
- William Frawley : Wolf Wylie
- Virginia Grey : Rita Dane
- Russell Hicks : Cyrus Danver
- Paul Fix : Calico Jim
- Marc Lawrence : Joe Disko
- Butterfly McQueen : une servante

Acteurs non crédités
- Dorothy Christy : la mère Bronson
- Frank Hagney : un acolyte de Morrell
- Tom London : Thompson
- Bud Osborne : un barman
- Emmett Vogan : Gleason